# Тахометр

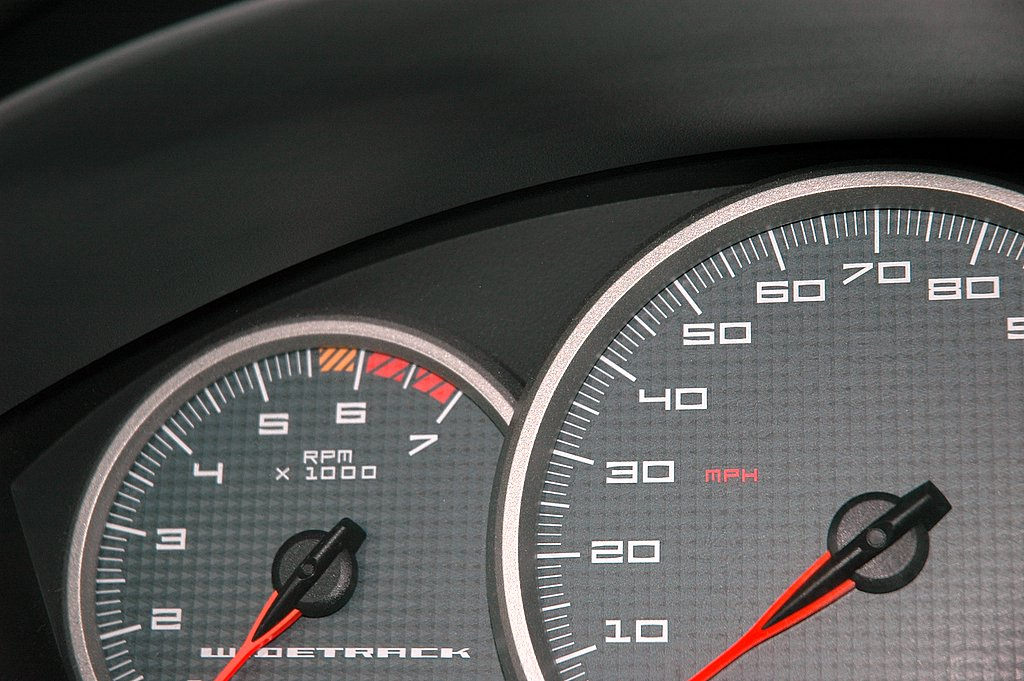

Тахо́метр (від грец. τάχος — «швидкість» та μέτρον — «міра») — прилад, яким вимірюють кутову швидкість обертового тіла (частоту обертання деталей машин та механізмів). Вимірювання може бути контактним або безконтактним залежно від типу датчика швидкості обертання (енкодер).
Тахометр з автоматичним записом показань називають тахографом.
Підрахунок здійснюється шляхом реєстрації кількості імпульсів, що надійшли від датчика, тривалості паузи між імпульсами, а також порядку надходження імпульсів від датчиків. Крім того, тахометр може бути використаний як лічильник імпульсів, наприклад, під час підрахунку продукції на конвеєрі, витрат сировини, матеріалів, часу напрацювання устаткування, машин і механізмів при випробуваннях та обкатці. Підрахунок/вимірювання здійснюється в прямому, зворотному або в обох напрямках. Вимірювана величина може бути заздалегідь програмно масштабована в конкретних одиницях вимірювання (години, хвилини, метри, штуки, пакунки тощо).